# Lubów (okręg wileński)
Lubów (lit. Liubavas; hist. pol. Lubowo, lit. Pažalesys) – wieś na Litwie, w okręgu wileńskim, w rejonie wileńskim, w gminie Rzesza.
Współcześnie w skład miejscowości wchodzi także dawny folwark Prudziszki.

## Historia
W Rzeczypospolitej Obojga Narodów leżał w województwie wileńskim, w powiecie wileńskim. Odpadł od Polski w wyniku III rozbioru.
Pod zaborami wieś i folwark; w II Rzeczypospolitej majątek ziemski. W XIX i w początkach XX w. położony był w Rosji, w guberni wileńskiej, w powiecie wileńskim. Po I wojnie światowej pod administracją polską, w Zarządzie Cywilnym Ziem Wschodnich. W latach 1920–1922 w składzie Litwy Środkowej.
Od 11 kwietnia 1922 leżał w Polsce, w województwie wileńskim, w powiecie wileńsko-trockim, w gminie Rzesza. W 1931 miejscowości liczyły:
- Lubów – 100 mieszkańców, zamieszkałych w 7 budynkach,
- Prudziszki – 19 mieszkańców, zamieszkałych w 2 budynkach[6].

Po II wojnie światowej w granicach Związku Sowieckiego. Od 1991 na niepodległej Litwie.

## Majątek
Pierwszym znanym właścicielem tutejszego majątku był Albert Gasztołd. Po nim odziedziczył go jego syn Stanisław Gasztołd, pierwszy mąż Barbary Radziwiłłównej. Po bezpotomnej śmierci Stanisława w 1542, majątek przypadł skarbowi królewskiemu. Dobra dostarczały dworowi królewskiemu głównie drewno i ryby. Były nowocześnie zarządzane, gdyż były jednym z pierwszych majątków, w którym wprowadzono reformę włókową Bony Sforzy.
Następnie dobra przejął w drodze wymiany hetman wielki litewski Mikołaj Radziwiłł Rudy, brat nieżyjącej już Barbary Radziwiłłównej, który sprzedał je Kasperowi Golejewskiemu. Następnie należały kolejno do Tyszkiewiczów, Płungienów, Kirszensztejnów i ponownie Tyszkiewiczów.
Kanonik wileński ks. Mikołaj Tyszkiewicz założył tu zespół dworski, później rozbudowywany. Następnie przez małżeństwo siostry ks. Mikołaja, Kamili z Tyszkiewiczów, przeszedł do Śliźniów, do których należał do nacjonalizacji majątku przez władze sowieckie.
Po upadku Związku Sowieckiego został odnowiony. Obecnie mieści się w nim muzeum.
Obok dworu znajdowała się kaplica dworska z XVIII w, obsługiwana przez parafię św. Michała Archanioła w Niemenczynie. Rozebrana w czasach sowieckich, zachowały się jej pozostałości.

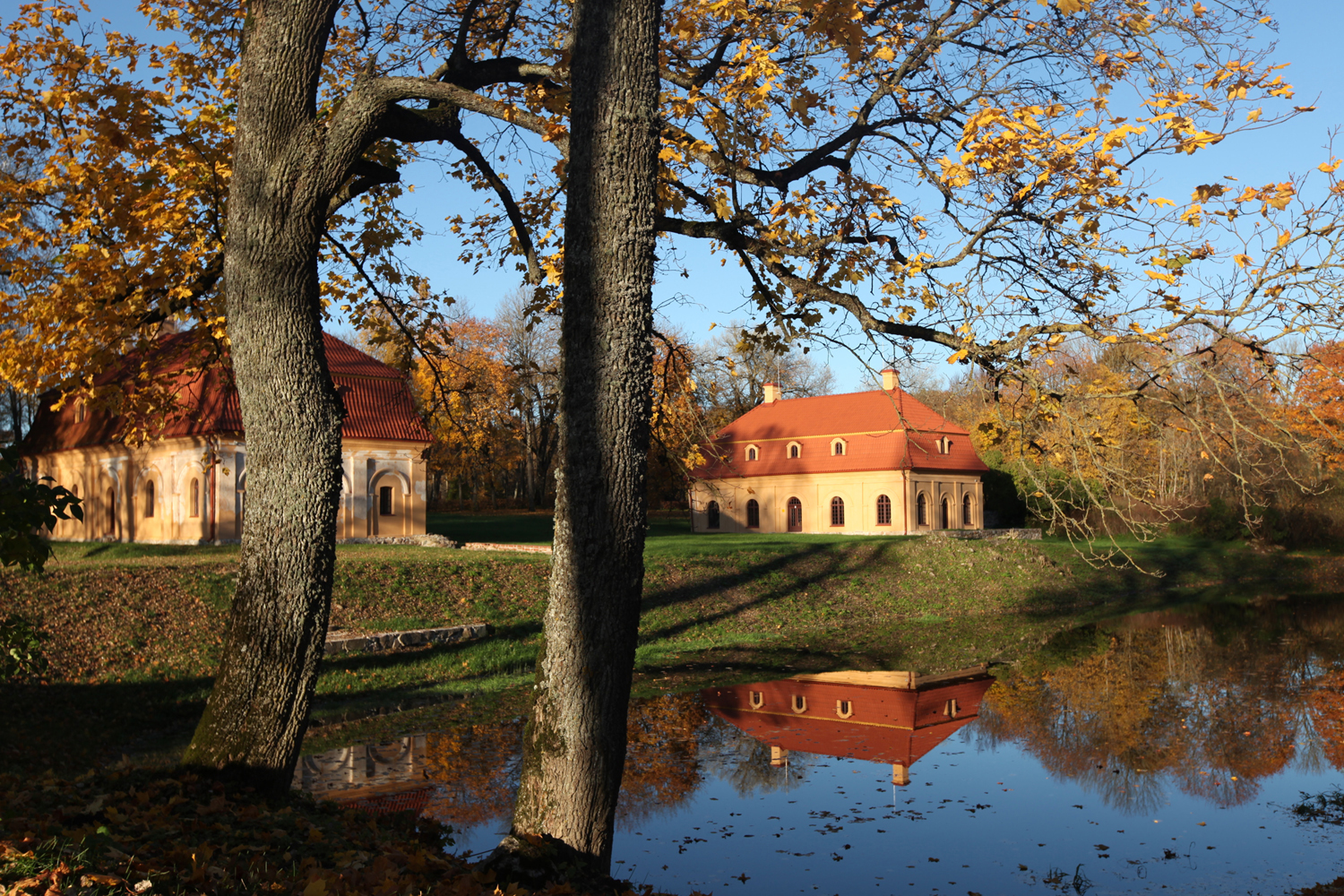
oranżeria i oficyna dworu w Lubowie
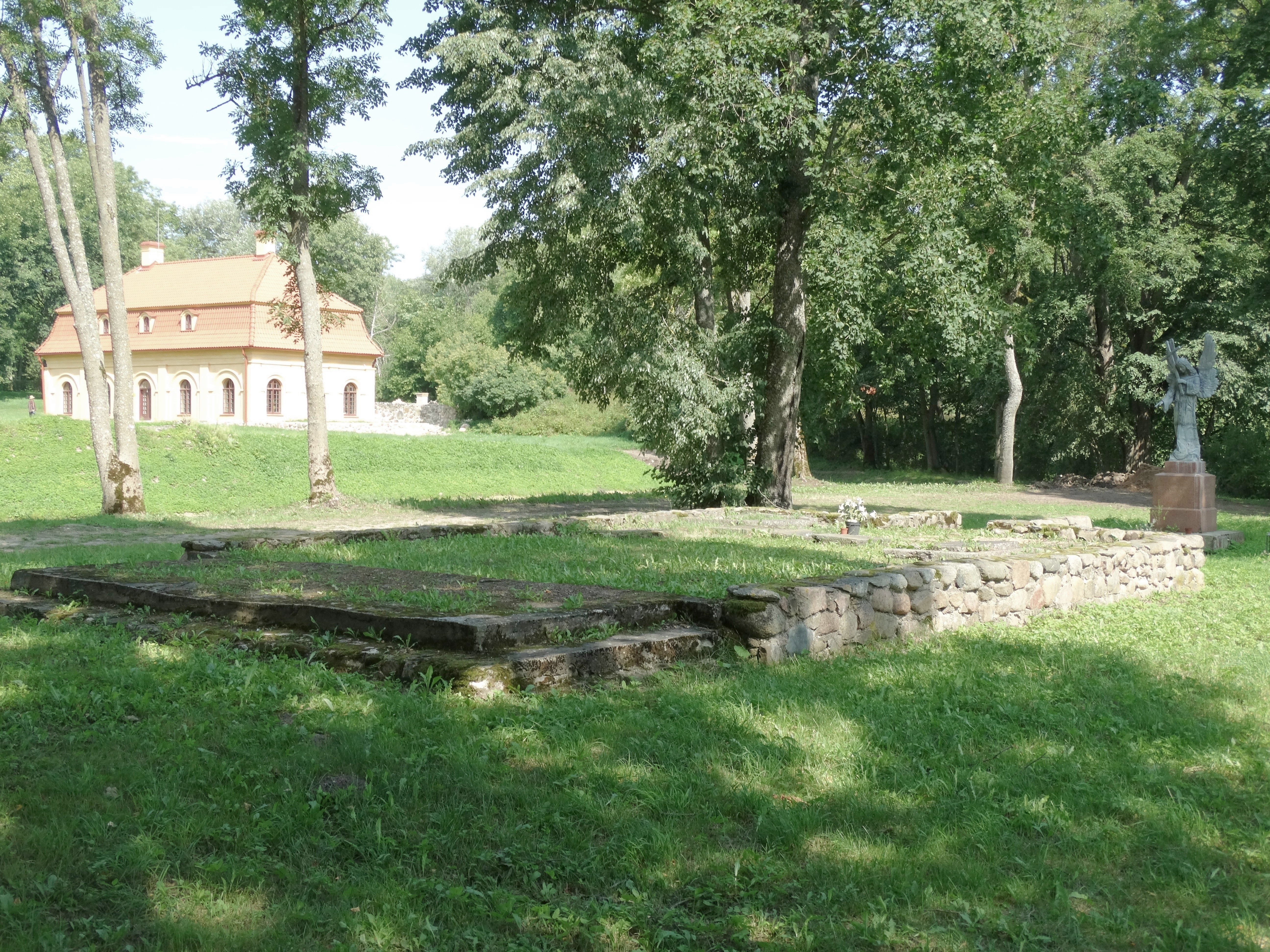
fundamenty dawnej kaplicy
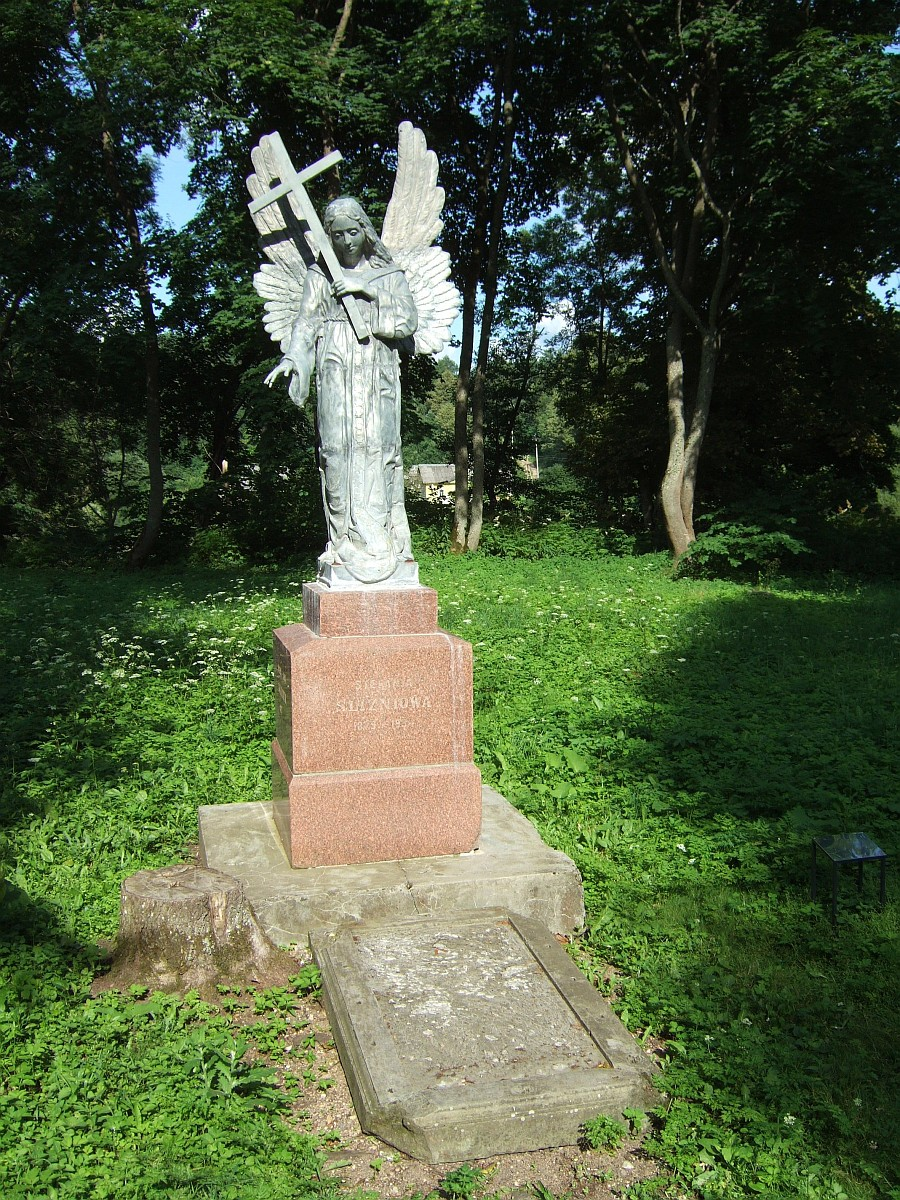
nagrobek Stefanii Śliź
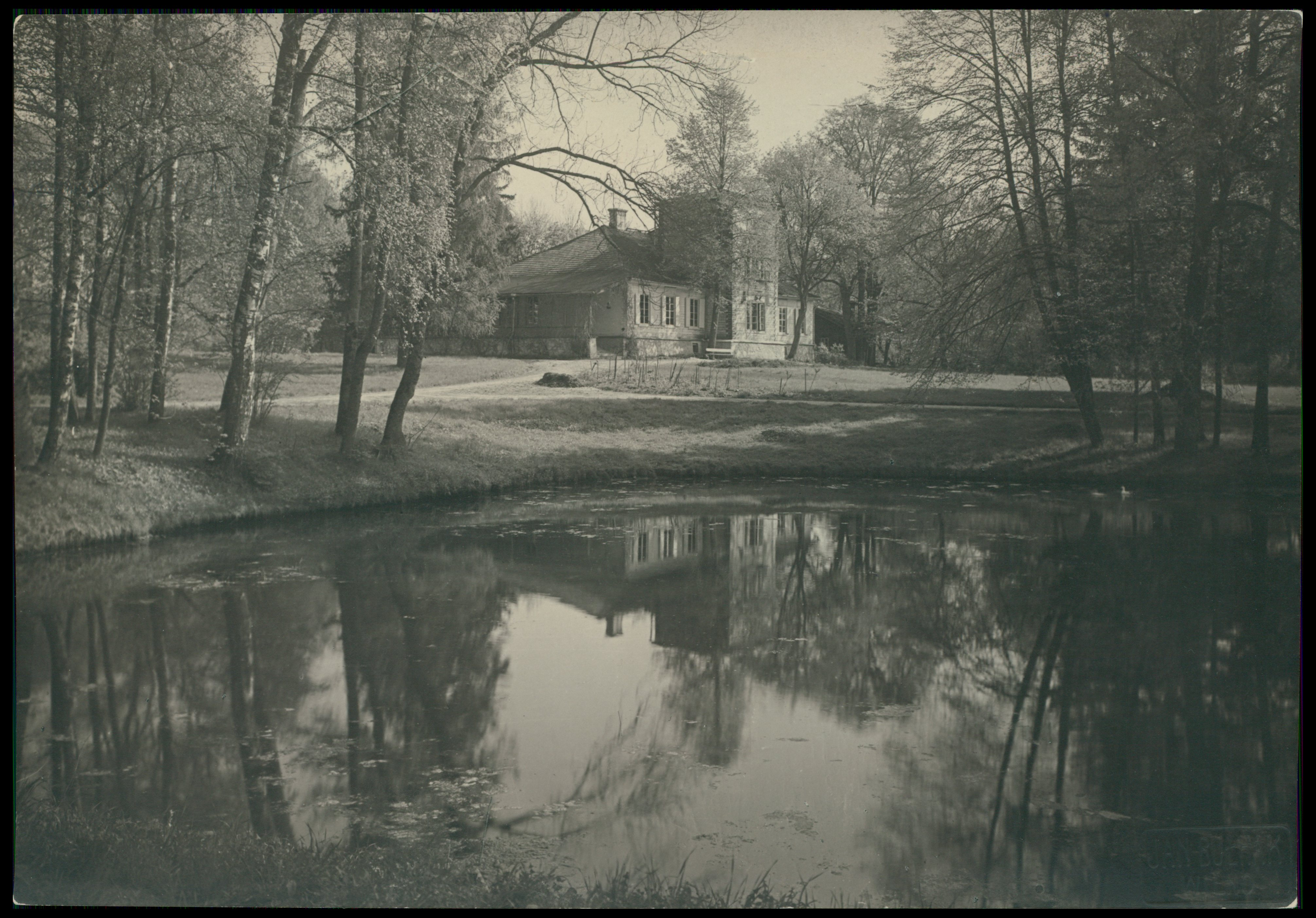
dwór na pocz. lat 20. XX w.